# V2 Benelux
V2 Benelux is een platenlabel dat in 1997 werd opgericht door Richard Branson. Het was onderdeel van V2 International Group, maar door een managementbuy-out in 2007 is het een zelfstandig opererend label geworden. V2 Benelux heeft kantoren in Hilversum en Brussel.

## Artiesten
Naast de internationale V2 artiesten zoals Mumford & Sons, Eels, Interpol, Stereophonics, Midlake, Fleet Foxes, Bloc Party, Paul Weller, Blood Red Shoes, The Low Anthem en John Grant heeft V2 Benelux ook eigen nationale en internationale signings zoals Blaudzun, Ane Brun, Patrick Watson, Skunk Anansie, Ed Kowalczyk, Solomon Burke, Lori Lieberman, Frank Boeijen, Pien Feith, The Scene, Liesbeth List, Wolfendale, JB Meijers, Ernst Jansz, Luka Bloom, Nina Kinert, Oi Va Voi, Sam Bettens en Dan Wilson.

## Verkoop en distributie
Voor het befaamde Nederlandse platenlabel Excelsior Recordings doet V2 Benelux tevens de verkoop en distributie van o.a. Tim Knol, Spinvis, Johan, GEM, zZz, Alamo Race Track, Roosbeef en Anne Soldaat. Dat geldt ook voor Munich Records met o.a. Arctic Monkeys, Franz Ferdinand, Buena Vista Social Club, Ali Farka Touré, Joanna Newsom, Bonnie Price Billy en Afrocubism.